# Cariderus megricus
Cariderus megricus là một loài bọ cánh cứng trong họ Salpingidae. Loài này được Khnzoryan miêu tả khoa học năm 1953.